# Gottfried Andreas Herrmann
Gottfried Andreas Herrmann (* 23. Juli 1907 in Erlangen; † 27. Dezember 2002 in Schwangau) war ein deutscher Maler, dessen Werk dem „kritischen Realismus“ zugerechnet werden kann.

## Leben
Seine künstlerischen Ambitionen zeigten sich schon im humanistischen Gymnasium „Fridericianum“ in Erlangen, wo er 1926 das Abitur ablegte. In dieser Zeit war er bereits bei Ausstellungen des Erlanger Kunstvereins vertreten.
Von 1926 bis 1928 studierte Herrmann an der Akademie für angewandte Kunst in München, anschließend bis 1931 an der Technischen Hochschule und an der Akademie der Bildenden Künste, München. Dort legte er sowohl das künstlerische wie das pädagogische Staatsexamen ab. Während seines Studiums kam er erstmals mit der Kunst der klassischen Moderne in Berührung, mit Zeichnungen von Paul Klee, Picasso und Kandinsky. So begann Gottfried Herrmann bald danach, die traditionelle Malweise zu hinterfragen und sich mit der Moderne zu beschäftigen. Am 15. Mai 1934 trat Gottfried Herrmann seinen Schuldienst an der Städtischen Oberrealschule  Füssen an und blieb dort als Kunsterzieher und Gymnasialprofessor bis zum 8. Februar 1971.

## Künstlerisches Werk
Die menschliche Figur bildet in Herrmanns künstlerischem Schaffen das Hauptmotiv. In seinem Spätwerk stellt er den Menschen in die Realität einer Zivilisation, die ihn deformiert.  Die Menschen werden von ihm häufig als bandagiert, eingeschnürt, verformt, zerbrochen dargestellt. Accessoires wie Sonnenbrillen, Zielscheiben, Schläuche, Korsette dominieren die menschliche Figur. Das Gesicht wird zur Maske, zur Fratze, die Welt zum Inferno. Der Mensch wird als Täter und Opfer vorgestellt. 
Gottfried Andreas Herrmann selbst rechnete sein Werk dem „Magischen Realismus“ zu. Ihm ging es nicht um Abbildung äußerer Erscheinungen, sondern um die Freilegung innerer Wesenszüge, „um die Darstellung von Empfindungen zwischen den Zeilen“, wie er selbst formulierte.

## Der Kunsterzieher
Gottfried Herrmann verfolgte konsequent und beharrlich einen ganz eigenen, individuellen Unterrichts-Stil. Sein Hauptziel war die Erziehung zu authentischer und absolut aufrichtiger Darstellung. Nicht irgendeine Form von Können, mit dem man zu brillieren in der Lage wäre, war das Ziel, sondern der ungekünstelte Ausdruck der eigenen – wenn auch naiven, unerfahrenen – Sehweise. Diesem Ziel wurden alle anderen Aspekte des bildnerischen Unterrichts unterworfen. So wurde die Vermittlung verschiedener Techniken sehr vorsichtig unternommen, damit das Eigene, Authentische des jeweiligen Schülers und der jeweiligen Schülerin auf keine Weise unterdrückt würde. Jede Form von Kopieren, sei es die Kopie eines realistisch wiedergegebenen Gegenstands oder eines bestimmten künstlerischen Stils, wurde strengstens untersagt und als eine Art Betrug gesehen. Dies betraf vor allem modische Erscheinungen und Comics (die als Verballhornungen der dargestellten Objekte gesehen wurden). So waren Aufrichtigkeit und Authentizität nicht nur die Ziele des Malers Gottfried Herrmann, sondern auch die Ziele des Kunsterziehers Herrmann. Im kunstgeschichtlichen Unterricht wurde vor allem Wert auf die Erkenntnis der formalen Errungenschaften eines Bildes oder einer Skulptur gelegt, d. h. auf die grafische Anordnung, die malerische Komposition, die Qualität der Farben und Farbharmonien. Dies wurde an Werken des alten Ägyptens, Griechenlands, des europäischen Mittelalters bzw. der frühen Neuzeit und vor allem an der Geschichte der Malerei von der plein-air-Bewegung bis zur abstrakten Kunst demonstriert. Herrmann zeigte die Übergänge von Impressionismus (Cézanne, Monet, Renoir über van Gogh und Gauguin) zu Kubismus und Expressionismus und schließlich zur Abstraktion (bei Picasso, Klee, Kandinsky u. a.) in anschaulicher und einprägsamer Weise. Herrmann ging davon aus, dass für viele Maler des 14., 15., 16. und 17. Jahrhunderts der – vom Mäzen oder der Kirche geforderte – Gegenstand (z. B. ein christliches Motiv) zweitrangig, ja irrelevant gewesen sei. So schulte er den Blick der Schüler, die auch in gegenständlichen Werken die Komposition und Farbgebung bewusst wahrnehmen sollten.

## Auszeichnungen
- Kunstpreis des Bezirks Schwaben, 1968[1]
- Kunstpreis der Stadt Kempten (Allgäu), 1977[1]
- Bundesverdienstmedaille, 1978[1]
- Bürgerpreis der Stadt Kempten, 1979[1]
- Johann-Georg-Fischer-Preis der Stadt Marktoberdorf, 1984[1]
- Kultur- und Kunstpreis der Stadt Füssen, 1990[1]

## Ausstellungskataloge
- Gottfried Herrmann. Bilder – Graphik. Kunstschau im Paula-Becker-Modersohn-Haus. Bremen 1964.
- Gottfried herrmann. Zeichnungen, linolschnitte im rathaus erlangen 1969.
- Gottfried Herrmann. Schwarz auf Weiß. Kugelschreiberzeichnungen seit 1970. Kunstkabinett Memmingen 1973.
- Gottfried Herrmann. Bilder u. Zeichnungen seit 1974. Standard Elektrik Lorenz AG; Stuttgart 1981.
- Gottfried Herrmann. Antlitz und Maske. Bilder und Zeichnungen. Palais Stutterheim, Erlangen 1982.
- Gottfried Herrmann. Bilder der letzten zehn Jahre. Galerie Norbert Blaeser Düsseldorf 1986.
- Gottfried Herrmann. Das zeichnerische Werk. Galerie Norbert Blaeser Düsseldorf 1989.
- Gottfried Herrmann. Kultur- und Kunstpreisträger der Stadt Füssen 1990. Füssen 1991.